# Берегомет (Черновицкий район)
Берегоме́т (укр. Берегомет) — село в Неполоковецкой поселковой общине Черновицкого района Черновицкой области Украины.
Население по переписи 2001 года составляло 884 человек. Почтовый индекс — 59332. Телефонный код — 3736. Занимает площадь км². Код КОАТУУ — 7322580501.

## История
В 1946 г. Указом ПВС УССР село Бергомет переименовано в Берегомет.
До 2020 года входило в Кицманский район

## Знаменитые уроженцы
- Мажар, Николай Евгеньевич (р. 1954) — ректор Смоленского Гуманитарного Университета, доктор педагогических наук, профессор.